# De Noord (Purmerend)
Korenmolen De Noord was een stellingmolen aan het Molenplantsoen (voorheen Hoornse Buurt) in Purmerend. 
In de nacht van 11 op 12 september 1903 brandde de molen door blikseminslag volledig af. 